# Kabupaten de Fakfak
Le kabupaten de Fakfak (en indonésien : Kabupaten Fakfak) est une subdivision administrative de la province de Papouasie occidentale en Indonésie. Son chef-lieu est Fakfak.

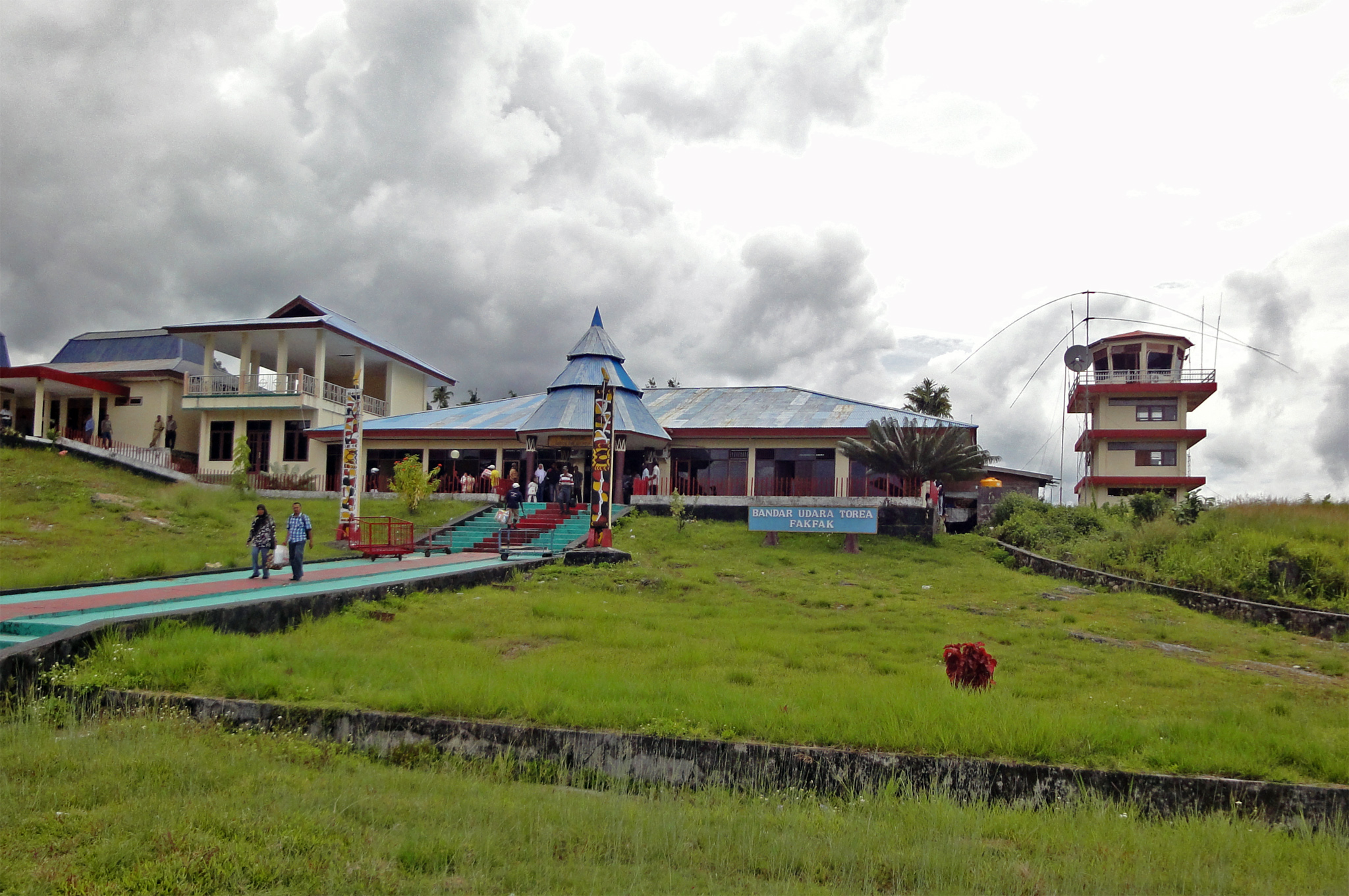
Aéroport de Fakfak

## Géographie
Le kabupaten s'étend sur 14 320 km2 dans le sud-ouest de la province et s'ouvre sur la mer de Banda à l'ouest et le golfe de Berau au nord. Il est limitrophe du kabupaten de la baie de Bintuni au nord-est et de celui de Kaimana au sud et à l'est.

## Démographie
En 2020, la population s'élevait à 87 894 habitants dont la majorité est à 57,79 % musulmane et 42,17 % sont chrétiens.